# ویلهلم بروکنر
ویلهلم بروکنر (به آلمانی: Wilhelm Brückner) (زاده ۱۱ دسامبر ۱۸۸۴‌ – مرگ ۱۸ اوت ۱۹۵۴) یک نظامی آلمانی در دوره رایش سوم و دومین آجودان آدولف هیتلر بود.

## زندگی
بروکنر در بادن-بادن بزرگ شد.وی در استراسبورگ، فرایبورگ، هایدلبرگ و مونیخ حقوق و اقتصاد خواند.
در جنگ جهانی اول در پیاده‌نظام باواریا خدمت می‌کرد تا اینکه از درجه ستوانی خلع شد.وی پس از جنگ به فرای کورپس پیوست.
با پایان سال ۱۹۱۹ دوباره به دانشگاه بازگشت اما برای مدت سه سال تکنسین ضبط فیلم شد.در اواخر ۱۹۲۲ به حزب نازی پیوست.در ۱ فوریه ۱۹۲۳ رهبر اس‌آ در مونیخ شد.
وی در ۹ نوامبر ۱۹۲۳ در کودتای مونیخ شرکت داشت و به همین دلیل به یک سال زندان محکوم شد.پس از چهار ماه و نیم آزاد شد و دوباره پست قدیمی خود در اس‌آ را به‌دست آورد.از ۱۹۲۷ به عنوان نماینده فروش شروع به کار کرد تا در سال ۱۹۲۹ یک شغل ثابت در موسسه خارجه آلمان به‌دست آورد.
یک سال بعد بروکنر به آجودان و محافظ شخصی آدولف هیتلر تبدیل شد و کمی پس از آن رئیس آجودان‌ها شد.وی در آن مقام به کار کلیه آجودان‌ها، پیشخدمت‌ها و محافظان نظارت می‌کرد.وی از دوستان نزدیک هیتلر نیز بود.
در ۱۵ ژانویه ۱۹۳۶ شهروند افتخاری شهر دتمولد شد.با شروع جنگ جهانی دوم وی اهمیت خود را بیشتر و بیشتر از دست داد تا اینکه در ۱۸ اکتبر ۱۹۴۰ اخراج شد.یولیوس شاوب جایگزین وی شد.
پس از آن، بروکنر با درجه سرهنگی به ورماخت رفت و تا پایان جنگ خدمت کرد.وی در ۱۸ اوت ۱۹۵۴ در نوسدورف درگذشت.